# Buttage

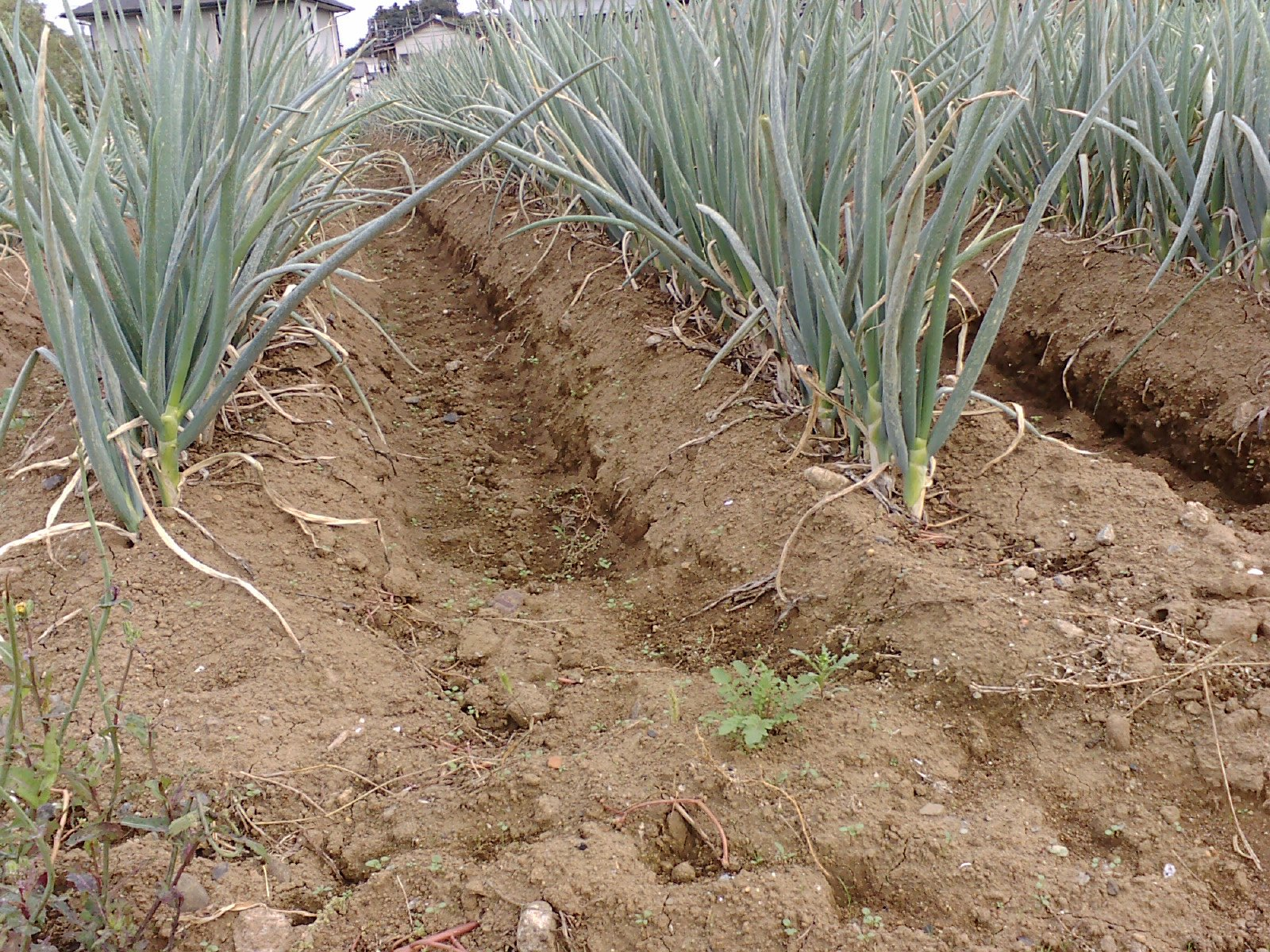
Buttage sur culture d'échalotes.

Le buttage, en agriculture et jardinage, est une opération culturale qui consiste à ramener la terre en forme de « butte » au pied des plantes. Le buttage peut avoir différents objectifs : renforcer l'émission de racines adventives pour favoriser la croissance, ou recouvrir une partie des plantes pour les forcer à blanchir. C'est le cas notamment des légumes-tiges comme les asperges et les poireaux. Le buttage est également utilisé dans les vignobles pour contrer les gelées. 

## Comment butter

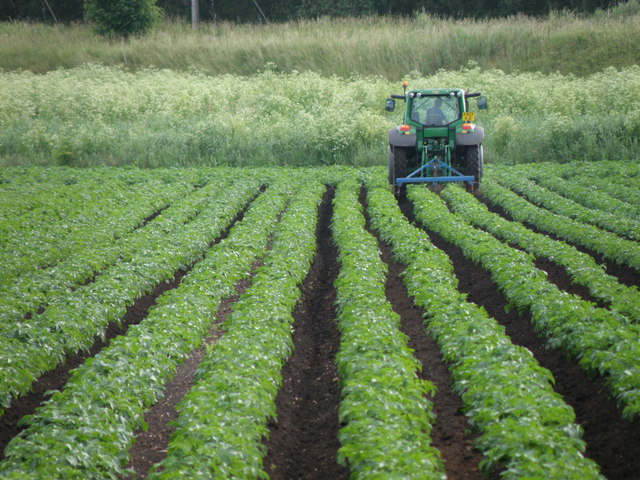
Buttage mécanique d'un champ de pommes de terre.

Le buttage peut se faire à l'aide d'outils manuels (houe) ou bien mécaniquement à l'aide de charrues spécialisées, nommées butteuses.
Les butteuses peuvent être à disque, à socs ou à rotor. Dans ce cas, elles sont alors entraînées par la prise de force du tracteur. Il existe également des versions à installer sur une motobineuse.

## Buttage des pommes de terre
L'opération vise à favoriser la production de tubercules. Elle permet également de protéger les plants du gel et de la lumière. La protection de la lumière permet d'éviter la production de solanine, une substance toxique qui peut être produite lorsque la pomme de terre est exposée au soleil. 
Le buttage a lieu après la sortie des premières feuilles, lorsque les plants atteignent 10 à 15 cm de hauteur, soit un mois et demi après la mise en terre des plants. 
Dans un jardin, le buttage peut être fait avec un râteau.

## Buttage en viticulture

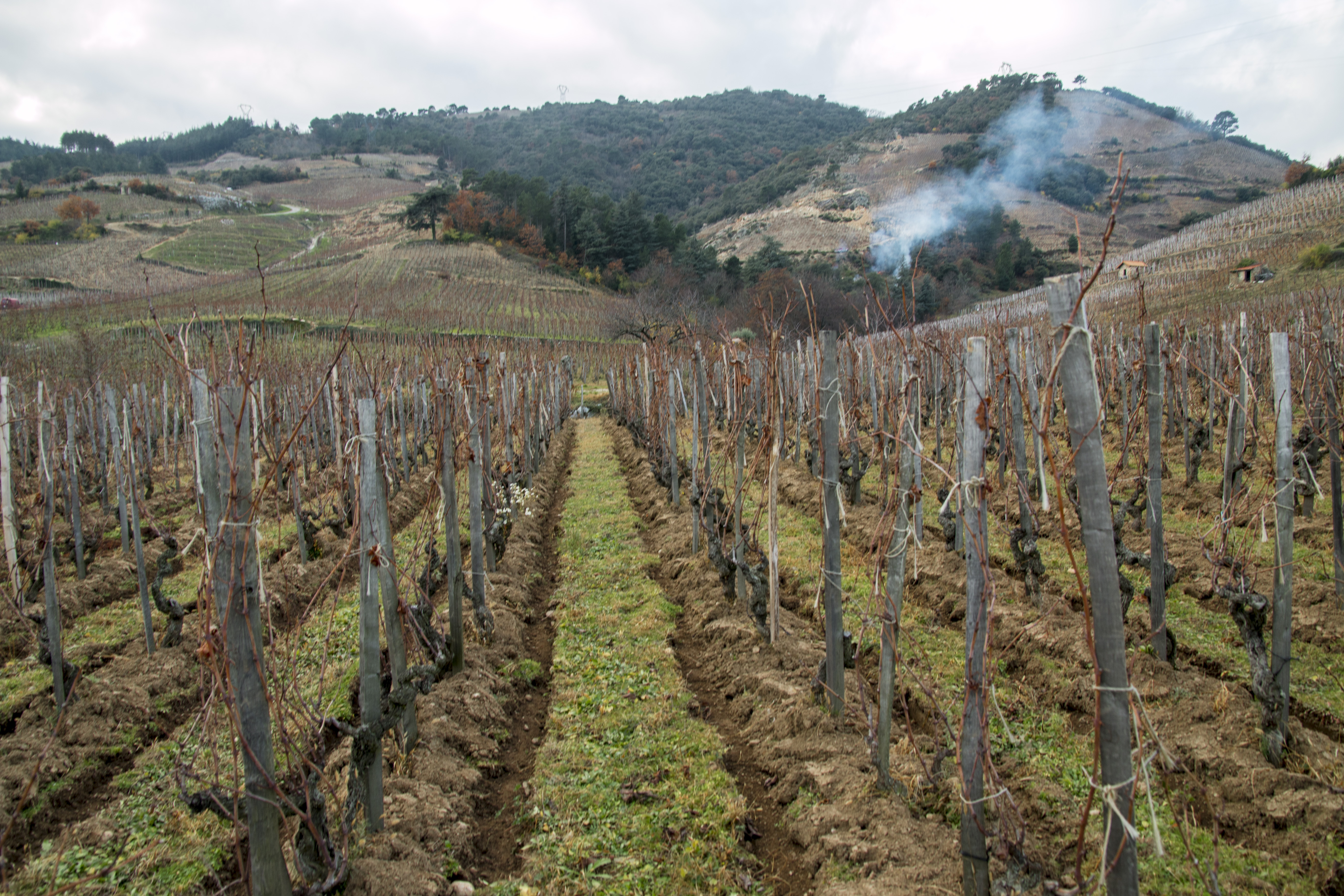
Rangs buttés dans une parcelle de vigne

Au début de la période hivernale la terre de l’inter-rang est ramenée sur le pied des ceps par un passage mécanique avec des charrues et à l'aide d'un tracteur ou d'un cheval. 
La formation de cette butte autour des ceps permet de lutter contre les gelées noires d'hiver (à partir de - 9 °C) et d'éviter la destruction massive du cep. À partir de - 20 °C, malgré cette protection, la vigne risque des dommages irréversibles. Grâce à l’inertie thermique de la terre, le gradient de chaleur est plus chaud à l’intérieur de la butte formée, et limite le gel par les couches froides de l’air à proximité du sol. Le gel est fréquent et important dans les régions septentrionales, comme en Bourgogne, en Champagne, en Alsace, en Allemagne, au Canada, en Central Otago…
L'autre avantage de cette opération est de faciliter l’écoulement de l’eau, dont la présence est importante du fait des précipitations durant cette phase de l’année. L’évacuation peut se faire via le sillon formé dans le rang. Lors du buttage, les adventices sont également détruites par enfouissement. Lorsque le printemps arrive et que la vigne commence à débourrer, le débuttage est effectué. 
Si le buttage est facile et rapide avec un tracteur, il est plus difficile de retirer la terre accumulée, notamment pour éviter la moisissure du cep provoquée par l'humidité de la terre. Les vignerons doivent alors retirer la terre délicatement à la main, ou avec un tracteur. Cela consiste à réaliser l’opération inverse du buttage, littéralement à supprimer le cavaillon à l'aide d'une décavaillonneuse qui vient frôler les ceps pour rabattre la terre dans l’inter-rang. Cette étape permet également de supprimer le couvert végétal hivernal.